# خفاش گوش‌دراز قهوه‌ای
خفاش گوش‌دراز قهوه‌ای یا خفاش گوش‌دراز معمولی (نام علمی: Plecotus auritus) نام یک گونه از تیره خفاش‌ناهیدی است.

## نگارخانه

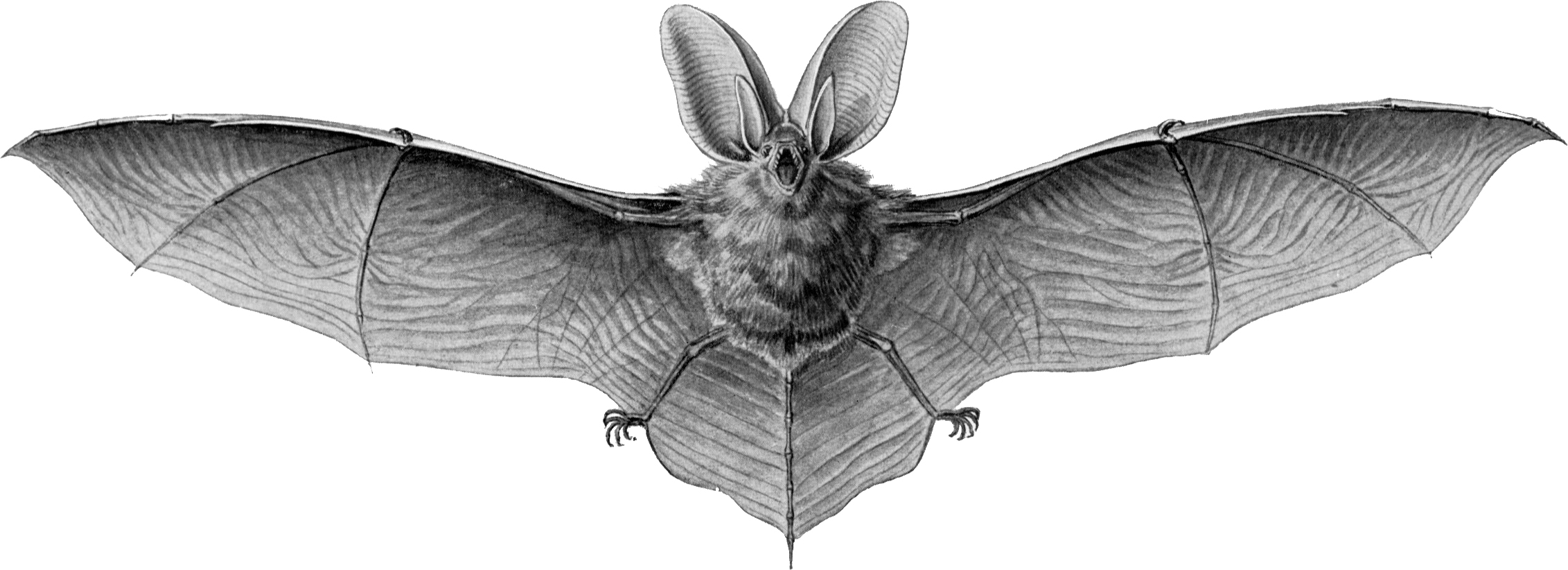
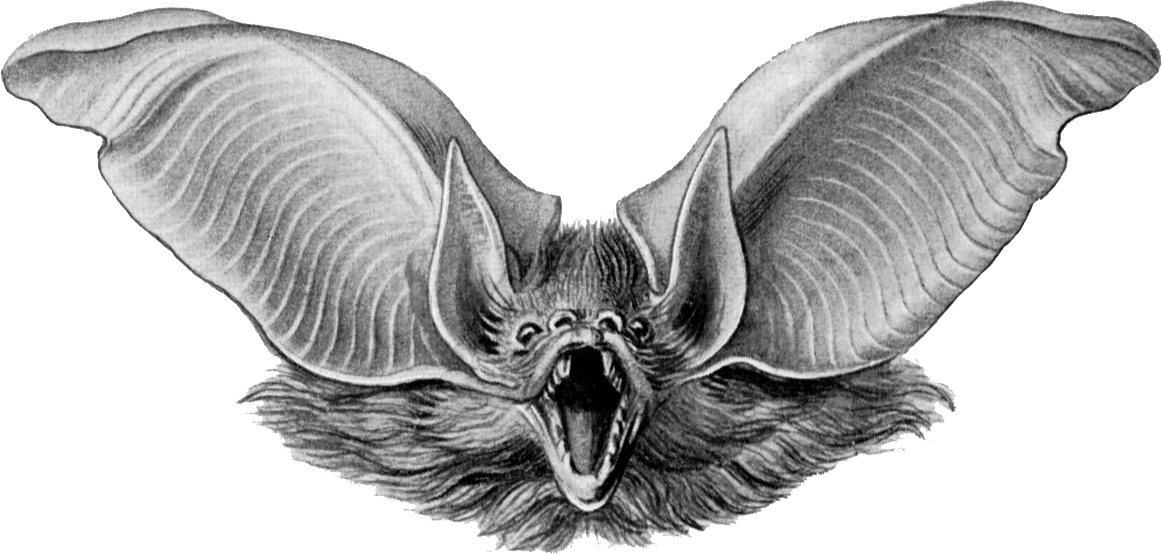
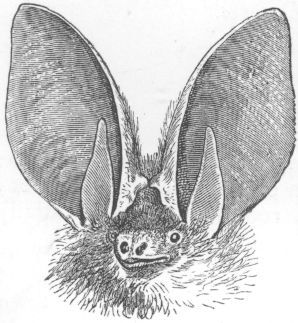